# جيمس هاركورت
جيمس هاركورت (بالإنجليزية: James Harcourt)‏ هو ممثل بريطاني (وحمل سابقاً جنسية المملكة المتحدة لبريطانيا العظمى وأيرلندا)، ولد في 20 أبريل 1873، وتوفي في 18 فبراير 1951.

## وصلات خارجية
- جيمس هاركورت على موقع IMDb (الإنجليزية)
- جيمس هاركورت على موقع قاعدة بيانات الفيلم (الإنجليزية)